# Eaten Alive
Eaten Alive ist das fünfzehnte Studioalbum von Diana Ross, das im August 1985 erschien und nach dem gleichnamigen Song benannt wurde.

## Geschichte
Die Aufnahmesessions für das Album benötigten eine sehr lange Zeitspanne. So wie die Vorgängeralben Silk Electric, Ross und Swept Away reihte sich auch dieses Album zu denen von Ross ein, die in den Vereinigten Staaten einen mageren Verkaufserfolg erlitten. Außerhalb der Vereinigten Staaten ließ sich der Verkaufserfolg des Albums durch den Hit Chain Reaction tragen.
2006 erschien bei iTunes Originaldemos des Albums, die Barry Gibb, von den Bee Gees sang. Jedoch waren keine Demos der Songs Eaten Alive und Chain Reaction vorhanden. Später nahm man im Frühjahr 2009 die gesamten Demos aus dem Netz, aufgrund Verletzung Digitaler Rechteverwaltung.

## Titelliste
1. Eaten Alive (Barry Gibb, Maurice Gibb, Michael Jackson) – 3:50
2. Oh Teacher (Barry Gibb, Robin Gibb, Maurice Gibb) – 3:37
3. Experience (Barry Gibb, Robin Gibb, Maurice Gibb, Andy Gibb) – 4:54
4. Chain Reaction (Barry Gibb, Robin Gibb, Maurice Gibb) – 3:47
5. More and More (Barry Gibb, Albhy Galuten, Andy Gibb) – 3:05
6. I'm Watching You (Barry Gibb, Robin Gibb, Maurice Gibb) – 3:50
7. Love on the Line (Barry Gibb, Robin Gibb, Maurice Gibb) – 4:19
8. (I Love) Being In Love With You (Barry Gibb, Robin Gibb, Maurice Gibb) – 4:31
9. Crime of Passion (Barry Gibb, Robin Gibb, Maurice Gibb) – 3:31
10. Don't Give Up On Each Other (Barry Gibb, George Bitzer) – 3:45

## Mitwirkende
- Hintergrundgesang: Barry Gibb, Nathan East, Michael Jackson, Myrna Matthews, Marti McCall, Bruce Albertine, John J. Barnes, George Bitzer
- Keyboard: Greg Phillinganes, Larry Williams
- Flöte: Kim S. Hutchcroft, Paul Leim
- Trompete: Jerry Hey
- Gitarre: Don Felder, Michael Fisher
- Schlagzeug: Steve Gadd
- Produzenten: Barry Gibb, Michael Jackson, Albhy Galuten, Karl Richardson

## Chartplatzierungen

### Album
| ChartsChartplatzierungen       | Höchstplatzierung | Wochen |
| ------------------------------ | ----------------- | ------ |
| Deutschland (GfK)              | 20 (9 Wo.)        | 9      |
| Österreich (Ö3)                | 14 (6 Wo.)        | 6      |
| Schweiz (IFPI)                 | 10 (7 Wo.)        | 7      |
| Vereinigte Staaten (Billboard) | 45 (20 Wo.)       | 20     |
| Vereinigtes Königreich (OCC)   | 11 (19 Wo.)       | 19     |

### Singles
| Jahr | Titel          | Höchstplatzierung, Gesamtwochen, AuszeichnungChartplatzierungen (Jahr, Titel, , Platzierungen, Wochen, Auszeichnungen, Anmerkungen) | Höchstplatzierung, Gesamtwochen, AuszeichnungChartplatzierungen (Jahr, Titel, , Platzierungen, Wochen, Auszeichnungen, Anmerkungen) | Höchstplatzierung, Gesamtwochen, AuszeichnungChartplatzierungen (Jahr, Titel, , Platzierungen, Wochen, Auszeichnungen, Anmerkungen) | Höchstplatzierung, Gesamtwochen, AuszeichnungChartplatzierungen (Jahr, Titel, , Platzierungen, Wochen, Auszeichnungen, Anmerkungen) | Anmerkungen |
| Jahr | Titel          | DE | CH | UK | US | Anmerkungen |
| ---- | -------------- | --- | --- | --- | --- | --- |
| 1985 | Eaten Alive    | DE38 (9 Wo.)DE | CH17 (6 Wo.)CH | UK71 (1 Wo.)UK | US77 (7 Wo.)US | Erstveröffentlichung: September 1985 Backgroundsänger: Michael Jackson & Barry Gibb |
| 1985 | Chain Reaction | DE11 (20 Wo.)DE | CH20 (7 Wo.)CH | UK1 Gold · (24 Wo.)UK | US66 (11 Wo.)US | Erstveröffentlichung: 25. Oktober 1985 Neuauflage: 27. September 1993 die Höchstplatzierung in US bezieht sich auf den Special New Mix im Mai 1986, zuvor war das Lied bereits im November 1985 auf Platz 95 Backgroundsänger: Barry Gibb |
| 1986 | Experience     | — | — | UK47 (3 Wo.)UK | — | Erstveröffentlichung: 4. April 1986 |